# 1693 Hertzsprung
För andra betydelser, se Hertzsprung.
1693 Hertzsprung eller 1935 LA är en asteroid i huvudbältet som upptäcktes den 5 maj 1935 av den holländske astronomen Hendrik van Gent i Johannesburg. Den har fått sitt namn efter den danske astronomen Ejnar Hertzsprung.
Asteroiden har en diameter på ungefär 37 kilometer.